# Hall of Fame Tennis Championships 2003
L'Hall of Fame Tennis Championships 2003 è stato un torneo di tennis giocato sull'erba. È stata la 28ª edizione dell'Hall of Fame Tennis Championships, che fa parte della categoria International Series nell'ambito dell'ATP Tour 2003. Si è giocato all'International Tennis Hall of Fame di Newport negli Stati Uniti, dal 7 al 13 luglio 2003.

## Campioni

### Singolare
Robby Ginepri ha battuto in finale  Jürgen Melzer con il punteggio di 6–4, 6(3)–7, 6–1

### Doppio
Jordan Kerr /  David Macpherson hanno battuto in finale  Julian Knowle /  Jürgen Melzer con il punteggio di 7–6(4), 6–3